# Thomas Tien Ken-sin
Thomas Tien Ken-sin (orthographié aussi à l'époque Tienchensing ou Tien Heng-hsin), né le 24 octobre 1890 à Chansui et mort le 24 juillet 1967 à Taipei est un prélat catholique chinois, membre de la société du Verbe-Divin, qui fut évêque de Tsingtao, archevêque de Pékin et premier cardinal chinois de l'histoire (créé en 1946 par Pie XII).
Thomas Tien est ancien Président de l'Université catholique Fu-Jen.

## Biographie
Thomas Tien Ken-si fait ses études de théologie au séminaire allemand de la Societas Verbi Divini, ouvert par Mgr von Anzer à Jining dans la préfecture du Yang-Tchéou et la province de Shandong. Il est ordonné prêtre le 9 juin 1918 par Mgr Augustin Henninghaus, svd, vicaire apostolique du Sud-Shandong. Il travaille comme prêtre de diverses missions de cette région du nord-est de la Chine, notamment à Yangku puis est accepté en mars 1929 dans la maison de formation des prêtres du Verbe-Divin (appelés aussi, les pères de Steyl, du nom du lieu de leur fondation en 1875) qui l'avaient formé, et suit un enseignement qui l'amène à prononcer ses vœux temporaires, le 2 février 1931, et ses vœux perpétuels, le 7 mars 1935. Il a une grande dévotion pour Notre-Dame de Chine de Donglu
Il est nommé préfet apostolique de Yangku, le 2 février 1934. En 1939, la préfecture est érigée en vicariat apostolique, dont il prend la tête, le 11 juillet de cette même année. Il est donc nommé évêque in partibus de Ruspæ (de) et consacré par Pie XII lui-même à Saint-Pierre de Rome, le 29 octobre, avec les archevêques Celso Constantini et Henri Streicher, MAfr, comme coconsécrateurs. Il devient ensuite vicaire apostolique de Tsingtao, le 10 novembre 1942, après le décès de Mgr Weig, svd, en pleine occupation japonaise.
Après la Seconde Guerre mondiale et la libération de Tsingtao, Mgr Tien est nommé archevêque de Pékin, le 11 avril 1946, et Tsingtao passe de vicariat apostolique à diocèse de Qingdao. Pie XII crée Mgr Tien cardinal, ce qui est la première fois pour un Chinois, et ce qui traduit l'estime de Pie XII pour ce pays et son inquiétude devant la montée du communisme en Chine. Il est aussi le seul cardinal de la société du Verbe-Divin à ce jour (2010). Il est nommé cardinal-prêtre titulaire de Santa Maria in Via au consistoire du 18 février 1946 et nommé archevêque de Pékin, le 11 avril de la même année. Il est reçu avec les honneurs de la population, lorsqu'il revient en visite à Tsingtao en mai 1946. Il s'enfuit en 1949, au moment de la révolution communiste avec le gouvernement du Kuomintang à Taïwan et en 1951 dans l'Illinois pour être soigné de problèmes cardiaques.
Il retourne ensuite à Taïwan. Il participe du conclave de 1958 qui élit Jean XXIII et devient administrateur apostolique de Taïpeh, du 16 décembre 1959 à 1966. Il participe au concile de Vatican II de 1962 à 1965 et au conclave de 1963 qui élit Paul VI.
Il meurt à Taïpeh à l'âge de 76 ans et enterré dans la cathédrale de cette ville.
Les successeurs du cardinal Tien à l'archidiocèse de Pékin ont été nommés sans le consentement du Saint-Siège.

## Succession apostolique
Thomas Tien Ken-sin a ordonné les évêques suivants :
- Évêque Thomas Niu Hui-qing (de) (1943)
- Évêque Peter Wang Mu-To (zh) (1948)
- Évêque Augustin Olbert, S.V.D. (1948)
- Évêque Paul Ch'eng Shih-kuang (de) (1960)